# Copa dos Campeões Mineiros
A Copa dos Campeões Mineiros foi um pequeno torneio oficial de futebol disputado apenas duas vezes, pelas equipes que mais vezes ganharam o Campeonato Mineiro: Cruzeiro, Atlético, América e Villa Nova.
Sua primeira edição foi em 1991 e o Cruzeiro sagrou-se campeão, vencendo o América na final, nos pênaltis.
Em 1999 foi disputada a segunda edição, onde o campeão enfrentaria o vencedor de um torneio entre clubes de Mato Grosso, Mato Grosso do Sul, Goiás, Distrito Federal, Tocantins e Espírito Santo, decidindo a Copa Centro-Oeste de 1999, e o time celeste foi novamente campeão, dessa vez vencendo o rival Atlético na final por 5 a 1.

## Nota: Torneio dos Grandes de Minas Gerais
O Torneio da FMF foi disputado pelos mais tradicionais Campeões Mineiros: América, Atlético, Cruzeiro e Villa Nova em 1974 em duas rodadas duplas no Mineirão. Os clubes foram convocados a disputarem com suas equipes principais pela Federação Mineira de Futebol, cuja renda seria revertida para a entidade que atravessava uma crise financeira. Segundo os estatutos da Federação (art. 55, item XX), a entidade tinha o direito de promover até duas competições esportivas por ano, ficando com a renda total.

## Lista de Campeões
| Ano  | Campeão  | Vice        | Estádio da Final               |
| ---- | -------- | ----------- | ------------------------------ |
| 1991 | Cruzeiro | América-MG  | Independência (Belo Horizonte) |
| 1999 | Cruzeiro | Atlético-MG | Mineirão (Belo Horizonte)      |